# Türkisracke
Die Türkisracke (Eurystomus orientalis), häufig in Anlehnung an den englischen Namen auch Dollarvogel genannt, ist eine südostasiatische und australasiatische Rackenart. Der Name Dollarvogel des robusten, großköpfigen Vogels leitet sich von einem silbrig glänzenden Abzeichen etwa in der Mitte der äußeren Handschwingen her, das entfernt an einen Silberdollar erinnert. Es wurden zumindest neun Unterarten beschrieben, die sich zum Teil deutlich in Bezug auf Gefiederfärbung, Schnabelgröße und -form sowie Gesamtgröße unterscheiden.

## Aussehen

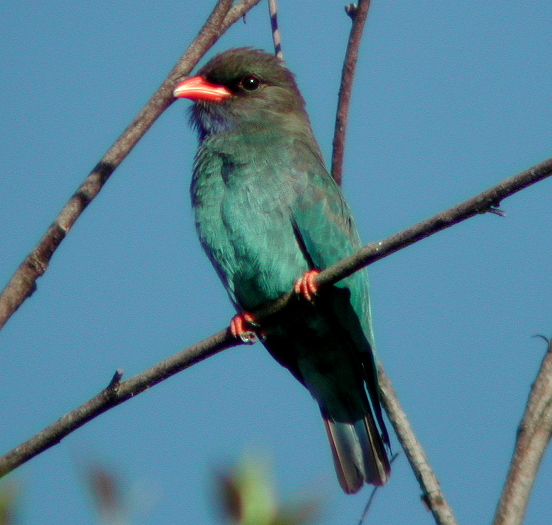
Türkisracke, Unterart E. o. pacificus

Die Türkisracke ist ein stämmiger Vogel von etwa 25–28 Zentimetern Gesamtlänge. Die größte Unterart (E. o. solomonensis), die auf den Salomonen und Bougainville vorkommt, wird bis zu 34 Zentimeter groß. Der Vogel wirkt stämmig, untersetzt. Sie hat einen großen Kopf und einen sehr kurzen Hals. Auch Schwanz und Beine sind sehr kurz. Grundfärbung des sitzenden Vogels ist ein dunkles, irisierendes Grün, das je nach einfallendem Licht in verschiedenen Grün-, Purpur- und auch Brauntönen changieren kann. Die Oberseite ist schillernd grünlich-blau, die Unterseite mehr graugrün. Die Arm- und Handschwingen sind leuchtend dunkelblau. Die Kehle und die Vorderbrust sind bläulich purpurn.
Das namengebende Flügelfeld wird von oft silbrig schimmernden, hellblauen Federabschnitten der Handschwingen gebildet. Es ist als längliches helles Flügelfeld beim sitzenden Vogel relativ unauffällig. Der Kopf ist schwarz oder dunkelbraun, die Augen sind dunkel; manchmal ist ein feiner, heller oder rötlicher Augenring erkennbar. Der rote Schnabel ist relativ kurz, aber sehr breit; er endet in einem feinen, dunklen Haken. Im Flug ist der Vogel sehr auffällig: die breiten, nicht sehr langen, im Handgelenk deutlich geknickten Flügel sind bis auf die Deckfedern des Ober- und Unterflügels leuchtend dunkel purpurn. An der Ober- und Unterseite der äußeren Handschwingen ist das schon erwähnte Abzeichen sichtbar, das in Größe, Farbe und Deutlichkeit zwischen den Unterarten stark variiert. Die Geschlechter unterscheiden sich kaum voneinander, Jungvögel sind blasser gefärbt, ihr Schnabel ist auf der Oberseite grau, auf der Unterseite gelborange.

## Stimme
Türkisracken sind außerhalb der Balzzeit akustisch nicht sehr auffällig. Häufigster Ruf ist ein raues, krächzendes Chääk, das mehrmals wiederholt und verschiedentlich variiert wird. Seltener sind akzelerierende Rufreihen zu hören, die etwa auf kräk – käk – käk lauten. Verpaarte, nebeneinander sitzende Türkisracken geben recht leise, entfernt an Kastagnetten erinnernde Laute von sich. Stimmbeispiel

## Verbreitung und Lebensraum

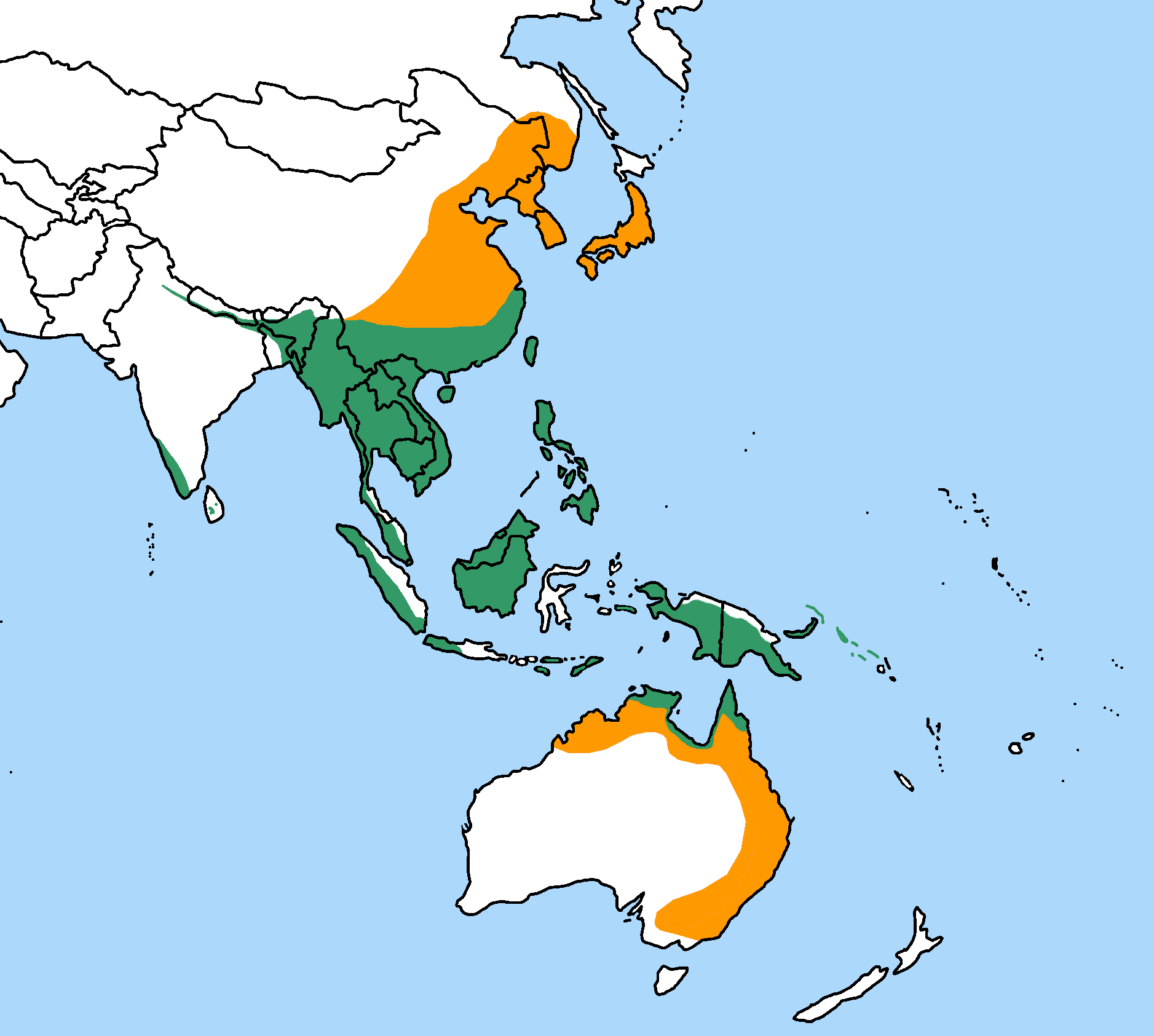
Verbreitung der Türkisracke
grün: Jahresvogel
orange: Brutvogel

Die Türkisracke ist in mindestens 9 Unterarten vom südwestlichen Indien, dem östlichen Himalayagebiet und Sri Lanka über das gesamte Südostasien nordwärts bis Korea, die Mandschurei, das Ussurigebiet und Südjapan verbreitet. Auch die Japan südlich vorgelagerten Inseln sind besiedelt. Zudem kommt sie auf den Andamanen, den Philippinen und den meisten der großen und kleinen Sundainseln bis auf Sulawesi vor, wo die Rackenvögel durch die Celebesracke (Coracias temminckii) vertreten sind. Im Ostpazifik hat die Art viele Inseln Melanesiens, wie den Bismarck-Archipel und die Salomonen, fast ganz Neuguinea sowie den Norden, Westen und Südwesten Australiens besiedelt. In Australien, Neuguinea, China und Japan ist sie die einzige Rackenart.
In diesem großen Verbreitungsgebiet, das sich im Norden bis 50° Nord und im Süden bis 40° Süd erstreckt, bewohnt die Türkisracke unterschiedliche Lebensräume. In den südlicheren Verbreitungsgebieten sind das Sekundärwälder und die mehr randlichen Regionen von Regenwäldern beziehungsweise Lichtungen im Regenwald mit einzeln stehenden hohen Bäumen, Kaffee- und Kautschukplantagen sowie Galeriewälder entlang von Regenwaldflüssen. Im Norden ist sie im aufgelockerten Waldland, an den Rändern von Agrarland, gelegentlich auch in der Baumsteppe zu finden. Vor allem in Australien ist sie auch in die Umgebung menschlicher Siedlungen vorgedrungen und brütet in Obstplantagen sowie in großen Parks.

## Wanderungen
Die tropischen Populationen sind zum Großteil Standvögel. Vögel der nördlichen Verbreitungsgebiete, wie die mandschurischen und japanischen Vögel, verlassen Anfang bis Mitte September ihre Brutgebiete und überwintern in Südostasien, insbesondere in Malaysia. Sie kehren Anfang April in ihre Brutgebiete zurück. Die australischen Türkisracken sind bis auf wenige Standvögel in den tropischen Nordregionen ebenfalls Zugvögel; sie ziehen meist über die Torres-Straße nach Neuguinea und auf die Kleinen Sundainseln; manche überwintern auch schon in Nordaustralien. Der Wegzug australischer Vögel beginnt Ende Februar, Mitte September haben die meisten ihre Brutreviere wieder besetzt. In ihrem gesamten Verbreitungsgebiet verlassen die Altvögel vor den Jungvögeln die Brutgebiete; sie bilden kleinere Zuggruppen und wandern bei Tag in relativ großen Höhen. Gelegentlich erscheinen Türkisracken in Neuseeland.
Türkisracken sind vor allem in den Niederungen und Hügellandgebieten etwa bis 600 Meter über NN verbreitet. In den Vorbergen des Himalaya findet man sie bis in Höhen von 1000 Metern, in Ostasien und auf Neuguinea liegen die höchsten bekannten Brutplätze in Höhen von 1500 Metern.

## Nahrung und Nahrungserwerb
Türkisracken erbeuten vor allem Fluginsekten. Käfer bilden die Hauptnahrung, daneben werden aber auch Grillen, Heuschrecken, Zikaden und Fangschrecken verzehrt. Wanzen, Motten und Termiten spielen eine eher untergeordnete Rolle. Die Art wendet verschiedene Jagdstrategien an; am effektivsten ist wohl ein relativ schneller, falkenartiger Jagdflug, der vor allem in den späten Nachmittags- und frühen Dämmerungsstunden praktiziert wird. Oft versammeln sich etliche Vögel zur gemeinsamen Jagd. Daneben werden auch von Warten, wie einzeln stehenden Bäumen oder Telefonleitungen, vorbeifliegende Insekten erbeutet. Am Boden sieht man Dollarvögel seltener jagen. Neben ihrer Insektennahrung erbeuten sie dort auch kleine Säugetiere, Amphibien und Reptilien. Türkisracken verzehren offenbar regelmäßig kleine Steinchen, um die harten Chitinpanzer einzelner Nahrungstiere zermahlen zu können; auch andere Materialien wie Glas- und kleine Porzellanstücke sowie Muschelschalen, die häufig in Bruthöhlen von Dollarvögeln gefunden wurden, könnten diesem Zweck dienen. (Gastrolithen)

## Brutbiologie
Türkisracken führen zumindest eine monogame Brutsaisonehe, viele Paare bleiben aber über Jahre hinweg verpaart. Während der Brutzeit sind sie streng territorial. Die Balz des Männchens ist akustisch auffällig und beeindruckt vor allem durch bemerkenswerte Balzflüge über dem Brutgebiet, in die spektakuläre Flugakrobatik eingebettet ist. Wie alle Rackenvögel sind auch Türkisracken Höhlen- oder Halbhöhlenbrüter, die verlassene Höhlen von Spechten oder Bartvögeln beziehen oder in natürlichen Halbhöhlen brüten. Diese befinden sich oft in großer Höhe in abgestorbenen oder lebenden Bäumen. Nistmaterial wird nicht eingetragen, die Höhle wird auch sonst kaum adaptiert. Das Gelege, das von beiden Eltern bebrütet wird, besteht aus 3 bis 4 Eiern; die Brutdauer schwankt zwischen 17 und 21 Tagen; während der etwa einen Monat dauernden Nestlingszeit werden die Küken von beiden Eltern mit Nahrung versorgt. Nach dem Ausfliegen verbleiben die Jungvögel noch eine gewisse Zeit im Elternrevier, bevor sie großräumig dismigrieren.
Die Bruttermine sind entsprechend dem großen Brutareal weit gestreut: In den nördlichen Verbreitungsgebieten liegen sie zwischen Ende März und Mai, in Südindien zwischen September und Mai. Die meisten Türkisracken Neuguineas brüten zwischen Oktober und Februar, die von Sumatra hauptsächlich im März. Die Brutzeiten im australischen Verbreitungsgebiet liegen zwischen Oktober und Januar.

## Bestand und Gefährdung
In ihrem großen Verbreitungsgebiet ist die Gesamtpopulation der Türkisracke laut IUCN nicht gefährdet. Bestandszahlen sowie genaue Einschätzungen des Bestandstrends fehlen jedoch weitgehend. Unterarten und regionale Populationen weisen zum Teil stark negative Bestandsentwicklungen auf. Besonders leiden sie unter der Abholzung des tropischen Regenwaldes und anderen menschlichen Eingriffen in ihren Lebensraum; auch der zunehmende Biozideintrag in agrarisch genutzten Gebieten wirkt sich negativ auf die Bestände aus. Die Unterart E. o. irisi, die in kleinen Populationen im südlichen Sri Lanka vorkommt, galt lange Zeit als ausgestorben, wurde 1979 wiederentdeckt und konnte seitdem mehrmals festgestellt werden.